# Gastridium phleoides
Gastridium phleoides é uma espécie de planta com flor pertencente à família Poaceae. 
A autoridade científica da espécie é (Nees & Meyen) C.E.Hubb., tendo sido publicada em Kew Bulletin 9(2): 375. 1954.

## Portugal
Trata-se de uma espécie presente no território português, nomeadamente em Portugal Continental e no Arquipélago da Madeira.
Em termos de naturalidade é nativa de Portugal Continental de introduzida no Arquipélago da Madeira.

## Protecção
Não se encontra protegida por legislação portuguesa ou da Comunidade Europeia.